# Космос-699
Космос-699 — советский разведывательный спутник серии УС-П, нёсший на борту аппаратуру для радиотехнической разведки. Был запущен 24 декабря 1974 года с космодрома «Байконур».

## Запуск
Запуск «Космоса-699» состоялся в 11:02 по Гринвичу 24 декабря 1974 года. Для вывода спутника на орбиту использовалась ракета-носитель «Циклон-2». Старт был осуществлён с площадки космодрома «Байконур». После успешного вывода на орбиту спутник получил обозначение «Космос-699», международное обозначение 1974-103A и номер по каталогу спутников 07587.
«Космос-596» эксплуатировался на низкой околоземной орбите. По состоянию на 24 декабря 1974 года он имел перигей 436 км, апогей 454 километров и наклон 65° с периодом обращения 93,2 минуты.

## Инцидент
17 апреля 1975 года на борту «Космос-699» произошёл взрыв. В космосе образовалось облако обломков. Всего было каталогизировано 50 фрагментов. Причину взрыва установить не удалось. 2 августа 1975 года произошёл повторный взрыв на борту спутника. Причины так же не установлены.Тем не менее спутник сошёл с орбиты только 16 октября 1977 года.

## Космический аппарат
«Космос-699» принадлежал серии УС-П (Управляемый Спутник Пассивный), индекс ГРАУ — 17Ф17. Данные спутники являлись компонентой глобальной морской космической разведки и целеуказания МКРЦ «Легенда». Спутники этой серии были разработаны в Реутовском НПО Машиностроения.